# 呼勒斯太苏木
呼勒斯太苏木是中华人民共和国内蒙古自治区巴彦淖尔市乌拉特中旗下辖的一个苏木。

## 行政区划
呼勒斯太苏木下辖以下村级行政区划单位：
温更嘎查、呼勒斯太嘎查委员会、达格图嘎查、宝格达嘎查、团结嘎查、哈拉葫芦嘎查、前达门嘎查、乌珠尔嘎查、巴音吉拉格嘎查委员会、希博图嘎查、哈拉图嘎查、义和久嘎查、韩乌拉嘎查和呼和嘎查。